# BookMooch
BookMooch is een internationale, online gemeenschap waar boeken geruild worden. De website werd door John Buckman in 2006 opgericht. Er zijn zo’n 74.000 leden in meer dan 90 landen. Het lidmaatschap is open voor iedereen en is gratis. De leden nemen deel aan de werking van de organisatie. Er zijn meer dan een half miljoen titels verkrijgbaar en er worden 2.000 boeken per dag geruild.

## Beschrijving
BookMooch laat de gebruikers toe om boeken uit te wisselen op basis van een puntensysteem. Leden kunnen punten verdienen door boeken toe te voegen, door deze te verzenden naar andere leden en feedback te geven wanneer zij boeken ontvangen. Deze punten kunnen gebruikt worden om andere boeken aan te vragen bij andere leden. Alle boeken ‘kosten’ hetzelfde aantal punten. Met een internationale aanvraag zijn meerdere punten te verdienen. De punten gaan al bij de aanvraag van een boek over naar de verzender. Men kan ervoor kiezen om boeken enkel binnen het eigen land te verzenden, wereldwijd, of wereldwijd op aanvraag.
Leden kunnen onmiddellijk van start. Zij dienen eerst een inventaris op te maken van de boeken die zij willen verzenden. In ruil worden de eerste punten om boeken aan te vragen toegekend.
De ledenpagina bevat basisinformatie, de voorwaarden voor het ruilen en een link naar de geschiedenis van het lid. Widgets laten het toe om de pagina en lijsten te personaliseren. Boeken kunnen toegevoegd worden dankzij een link met Amazon, waardoor een toevoeging snel kan gedaan worden. Wanneer een boek uit de wenslijst beschikbaar wordt, ontvangt de gebruiker een e-mail en kan het boek onmiddellijk aangevraagd worden.
Men kan ook punten doneren aan goede doelen, zoals boeken voor gevangenissen, openbare bibliotheken, onderwijs enz. Leden die een goed doel willen steunen, kunnen dit aan de ‘charity list’ toevoegen. De goede doelen kunnen boeken verkrijgen met de gekregen punten.

## Organisatie
John Buckman doet het onderhoud van de website en voegt nieuwe toepassingen toe. Hij doet dit met behulp van een klein, internationaal team dat o.a. de fora begeleidt en andere problemen aanpakt. De officiële BookMooch blog gaat over zijn reizen, nieuwe projecten, ideeën en feedback. Leden kunnen hulp en raad vragen, suggesties doen, praten over boeken en chatten.